# 褐基蜻蜓
褐基蜻蜓（学名：Urothemis signata yiei），
分布於低中海拔山區，棲息於池塘、沼澤等水域。體長40-50mm，雄蟲複眼上紅下黑褐色，合胸呈紅色，腹部為紅色，背面第8-9節有2枚小黑斑，翅膀透明，前翅的前緣脈為紅色，前後翅基具黑褐色斑紋。雌蟲胸腹為黃褐色，腹背中央具一條黑色的中線，後翅基脈褐斑區域較大。未成熟的雄蟲近似雌蟲但腹背無黑色縱走的斑紋，容易區別。外觀近似大華蜻蜓但雄蟲腹末端黑色發達及肛附器較長。